# 旺尼茨湖
53°14′37″N 13°3′59″E / 53.24361°N 13.06639°E

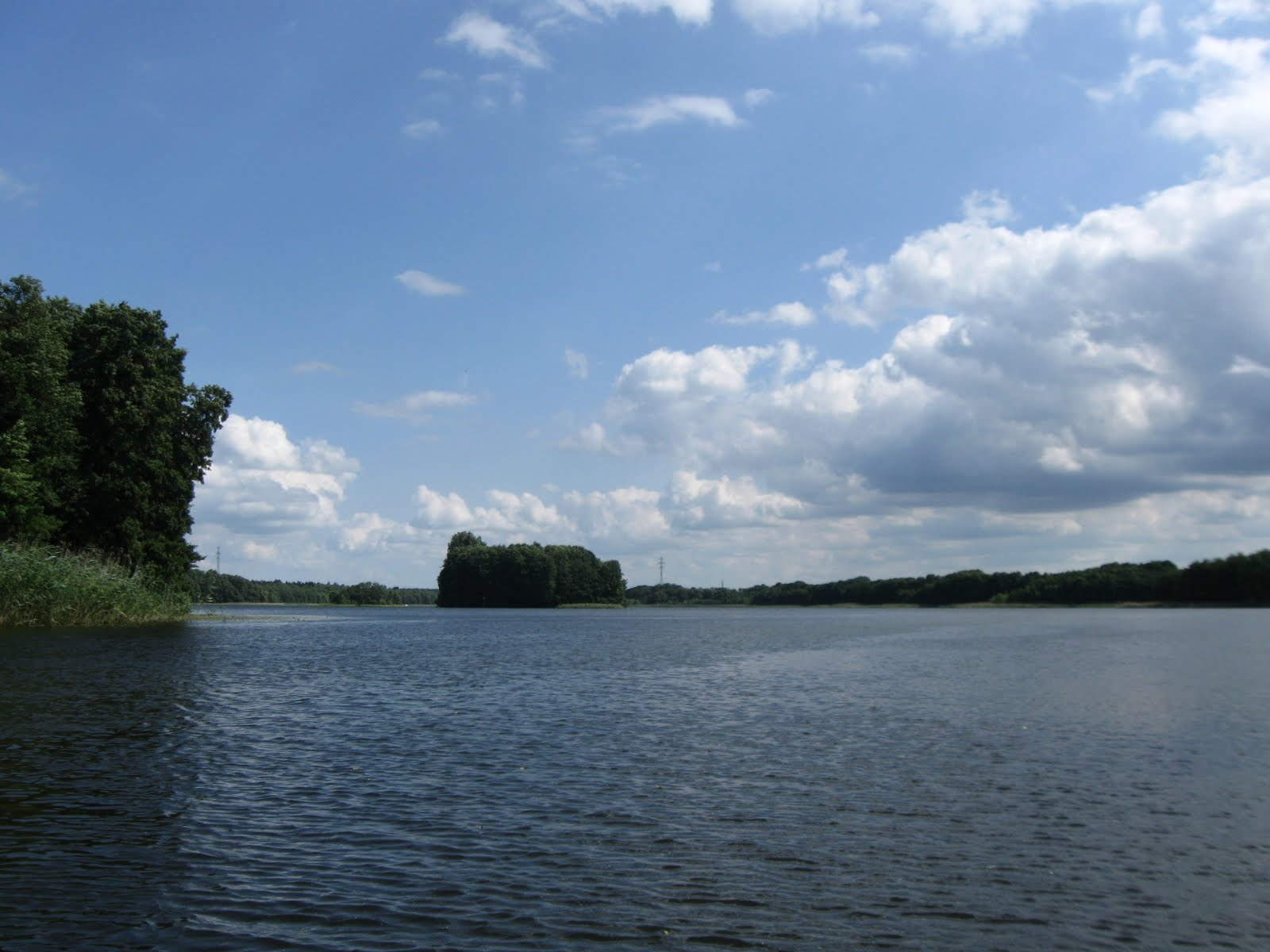

旺尼茨湖（德語：Wangnitzsee），是德國的湖泊，位於該國東北部，由梅克倫堡-前波美拉尼亞州負責管轄，處於梅克倫堡湖區郡，面積1.9平方公里，海拔高度55米，湖水來自哈弗爾河。